# Casa de Huéspedes (Minas de Riotinto)
La casa de Huéspedes es un edificio de carácter histórico situado en el municipio español de Minas de Riotinto, en la provincia de Huelva, comunidad autónoma de Andalucía. Construido durante la primera mitad del siglo XX, en la actualidad sus instalaciones funcionan como Hogar del Pensionista.

## Historia
A finales de la década de 1920 la Rio Tinto Company Limited (RTC) puso en marcha la construcción del poblado de El Valle, que con el tiempo acabaría convirtiéndose en el núcleo urbano del municipio. En 1927 el arquitecto Alan Brace realizó el proyecto para una Casa de Huéspedes que debía servir de pequeño Hotel al consejo de administración de la RTC, así como de sala de reuniones y alojamiento para los miembros del «Board» en sus visitas desde el Reino Unido. El edificio, sin embargo, no se construyó hasta 1931. En la actualidad sus instalaciones acogen un hogar para pensionistas.